# Jana Šikulová
Jana Šikulová (Brno, 2 de julio de 1988) es una deportista checa que compitió en gimnasia artística. Ganó una medalla de plata en el Campeonato Europeo de Gimnasia Artística de 2006, en las barras asimétricas.

## Palmarés internacional
| Campeonato Europeo | Campeonato Europeo       | Campeonato Europeo | Campeonato Europeo |
| Año                | Lugar                    | Medalla            | Prueba             |
| ------------------ | ------------------------ | ------------------ | ------------------ |
| 2006               | Ámsterdam (Países Bajos) | Medalla de plata   | Barras asimétricas |